# Porcellio diomedus
Porcellio diomedus là một loài chân đều trong họ Porcellionidae. Loài này được Dollfus miêu tả khoa học năm 1906.